# Neoregelia lymaniana
Neoregelia lymaniana là một loài thực vật có hoa trong họ Bromeliaceae. Loài này được R.Braga & Sucre mô tả khoa học đầu tiên năm 1974.